# Ris (Alti Pirenei)
Ris è un comune francese di 10 abitanti situato nel dipartimento degli Alti Pirenei nella regione dell'Occitania.

## Società

### Evoluzione demografica
Abitanti censiti